# Zamarada melasma
Zamarada melasma là một loài bướm đêm trong họ Geometridae.